# Alfred Veillet
Pour les articles homonymes, voir Veillet.
Alfred Veillet, né à Ézy-sur-Eure (Eure) le 2 mars 1882 et mort à Rolleboise (Yvelines) le 9 avril 1958, est un peintre français.

## Biographie
Né de Jean Léon Veillet, ouvrier peignier, et de Clémence Marquis, ménagère, il commence sa carrière professionnelle en 1898 comme ouvrier peintre à Bonnières-sur-Seine. Devenu décorateur diplômé, le hasard d'une commande le conduit chez Percival Rosseau, artiste peintre américain établi à Rolleboise, à qui il montre ses premières toiles. Ce dernier le présente à son compatriote et voisin Daniel Ridgway Knight, peintre naturaliste et grand admirateur de Corot, comme Veillet. Ces contacts l'encouragent à poursuivre son activité artistique.
En 1905, il rencontre le peintre Maximilien Luce au salon des indépendants à Paris, lui achète deux paysages, et se lie d'amitié avec lui. Il le convaincra en 1920 d'acquérir une maison à Rolleboise, non loin de la sienne,.
En 1906, il s'installe à son compte à Freneuse, puis en 1913 à Rolleboise.
Lorsque survient la Première Guerre mondiale, bien que réformé en raison d'une santé fragile, il s'engage comme combattant volontaire avec le grade de caporal, participe à diverses batailles, mais il est grièvement blessé à la tête le 2 juillet 1917 au Chemin des Dames. Cela lui vaudra plusieurs citations et plusieurs décorations. Après avoir été trépané, hospitalisé durant un an, il reste mutilé de guerre, souffrant de céphalées, vertiges, dysmnésie et surdité partielle,,, mais il poursuit néanmoins l'exercice de son art.
En 1920, il envoie sa première toile au salon des indépendants, auquel il participera régulièrement toute sa vie. Outre Maximilien Luce, Ridgway Knight, Percival Rosseau, il fréquente aussi Georgette Agutte, Herbert Ward, Jean Texcier et plus épisodiquement Paul Signac, Albert Dagnaux, Charles Angrand. Participant à de nombreux salons et expositions, il est reconnu par des critiques d'art  tels que Apollinaire, André Warnod ou Roger Allard.
Il fut adjoint au maire de Rolleboise, et en 1937, fut élu conseiller d'arrondissement radical du canton de Bonnières-sur-Seine.
Le 9 avril 1958, il meurt à Rolleboise, où il est inhumé.

## Salons et expositions
- À partir de 1905, il expose régulièrement au Salon des indépendants.
- En 1910 : Exposition à la Galerie Brunner au profit des sinistrés de la crue centennale. Guillaume Apollinaire le remarque et le cite pour la première fois dans le journal L’Intransigeant.
- En mars 1910, la galerie Camentron à Paris lui consacre une exposition personnelle où sont présentées trente-cinq toiles[10].
- En 1922 :  Exposition avec Jean Texcier à la Galerie Legrip, à Rouen où Charles Angrand, Paul Signac et Maximilien Luce sont invités.
- En 1923,  Veillet participe à la création d’une exposition annuelle à Mantes, la première d’une longue série. Y collaborent Paul Signac, Georgette Agutte, Albert Dagnaux et de nombreux artistes de la région. En 1950 est fondée l’"association des peintres du Mantois", dont Veillet devient le premier président.

Dans le même temps, Veillet expose régulièrement au salon des anciens combattants, "la Samothrace".
- En 1928 :   Exposition commune avec Maximilien Luce au Tréport, puis à Vézelay[2].

### Expositions posthumes
- En 1959 : au Salon des indépendants[11].
- En 1970 : à la bibliothèque municipale de Mantes[12].
- En 1980 : à l'office du tourisme de Versailles[13].
- En 1990 : au Centre régional de développement culturel de Rosny-sur-Seine[14].
- Au début des années 2000 : aux "Sloan's auction galleries" à Washington[15].
- En 2013 : au musée de l'Hôtel-Dieu de Mantes, dans le cadre de l'exposition "Jean Agamemnon & ses peintres, Luce, Veillet, Lauvray"[16].
- En 2013 et 2014 : au musée de l'Hôtel-Dieu, à l'occasion d'une exposition de tableaux relatifs à Mantes et sa région provenant de la donation de Rodolphe Walter à cette ville[17].

## Œuvre
Dans leur Dictionnaire des petits maîtres, Gérald Schurr et Pierre Cabanne décrivent ainsi les talents d'Alfred Veillet : « Attentif aux spectacles de l’eau et du ciel, Veillet est un postimpressionniste attachant, plein de verve et de poésie, manifestant parfois une certaine mélancolie devant une nature dont il appréhende le caractère fugitif. Il expose au Salon des Indépendants où Apollinaire le remarque et juge, en 1914, que ses paysages sont “délicats comme les sites séquaniens qui les ont inspirés” ».
Sa technique favorite est la peinture à l'huile, et ses sujets sont surtout des paysages sans personnage où l'eau domine : bords de Seine, étangs, lacs, ponts, bords de mer, ports... Il se qualifiait lui-même de "dernier impressionniste du XXe siècle".

### Galerie
- Galerie 1
- Galerie 2

## Collections publiques
- Un paysage de Vétheuil sous la neige fut acquis par l'État en 1952[19].

- Une autre de ses toiles, intulée Vallée de la Seine est accrochée dans la salle du conseil municipal des Mureaux[15].

- Des œuvres d'Alfred Veillet font partie de la donation de tableaux faite en 2013 par Rodolphe Walter à la ville de Mantes, désormais visibles au musée de l'Hôtel-Dieu[17].

## Distinctions et hommages
Il reçoit successivement les décorations suivantes :
- Médaille militaire (1917)
- Croix de guerre 1914–1918, étoile de bronze (1917)
- Chevalier de la Légion d'honneur (1932)[20].
- Croix du combattant volontaire 1914–1918 (1937)

Son nom a été donné à une rue d'Ézy-sur-Eure, sa ville natale.